# Grb Občine Slovenska Bistrica
Grb Občine Slovenska Bistrica je upodobljen na ščitu s poljem rdeče barve. Na njem je kot osrednji motiv upodobljeno nazobčano obzidje srebrne barve s petimi cinami, za katerim se dvigajo trije stolpi srebrne barve. Srednji stolp je širši in višji od stranskih, končuje pa se s tremi cinami. V zgornji polovici tega stolpa je romansko okno, imenovano bifora. Stranska stolpa imata srebrno koničasto streho pod katero so tri galerije, na vrhu strahe pa je na vsakem stolpu upodobljena zlata krogla. V obzidju je troje ločenih obokanih vrat, od katerih so srednja večja. 
Nad ščitom je napis OBČINA SLOVENSKA BISTRICA.